# Strada nazionale 58
La strada nazionale 58 era una strada nazionale del Regno d'Italia, che congiungeva Pontassieve a Montefiascone, con una diramazione che permetteva di raggiungere Bibbiena.
Venne istituita nel 1923 con il percorso "Innesto con la nazionale 53 presso Pontassieve - S. Giovanni Val d’Arno - Arezzo - Terontola - Orvieto - Montefiascone, con diramazione Arezzo - innesto con la nazionale n. 60 presso Bibbiena".
Nel 1928, in seguito all'istituzione dell'Azienda Autonoma Statale della Strada (AASS) e alla contemporanea ridefinizione della rete stradale nazionale, il suo tracciato costituì l'intera strada statale 69 di Val d'Arno (da Pontassieve ad Arezzo) e il tratto iniziale della strada statale 71 Umbro Casentinese (da Arezzo a Montefiascone); anche il tracciato della diramazione costituì un tratto intermedio della SS 71.